# Łąka (rejon samborski)
Łąka (uk. Лука, Łuka) – wieś na Ukrainie w rejonie samborskim należącym do obwodu lwowskiego.

## Urodzeni w Łące
- W 1883 Ostap Łucki (zm. 1941) – ukraiński rolnik, polityk, żołnierz, publicysta, działacz państwowy i społeczny, poseł na Sejm II RP II i III kadencji, a w latach 1935–1939 senator II RP IV i V kadencji.
- W 1887 Władysław Tadeusz Wisłocki (zm. 1941) – polski slawista, bibliotekarz, bibliograf, dyrektor Zakładu Narodowego im. Ossolińskich.
- W 1891 Myron Łucki (zm. 1961[1]) – ukraiński żołnierz, działacz państwowy i społeczny, brat Ostapa Łuckiego[2].
- W 1919 Omeljan Pritsak (zm. 2006) – historyk ukraiński i amerykański, orientalista.

## Związani ze wsią
We wsi dzieciństwo spędził pisarz Stefan Grabiński.